# Ternana Calcio 2015-2016
Questa voce raccoglie le informazioni riguardanti la Ternana Calcio nelle competizioni ufficiali della stagione 2015-2016.

## Stagione
La Ternana disputa il 25º campionato di Serie B della sua storia. La campagna acquisti per la stagione 2015-2016 parte in ritardo per via dello scombussolamento provocato dai problemi giudiziari dell'ex presidente Zadotti. Ad ogni modo la Ternana riesce a rinforzarsi con gli arrivi del portiere Luca Mazzoni, svincolato dal Livorno, dei difensori Alejandro Damián González, in prestito dal Verona, e Damiano Zanon, svincolato dal Frosinone; i centrocampisti Federico Furlan, svincolato dal Bassano Virtus, Paolo Grossi, svincolato dal Lanciano, Massimiliano Busellato, dal Cittadella, Manuel Coppola, dal Catania, Franco Signorelli, dall'Empoli, e la giovane promessa Cedric Gondo, in prestito dalla Fiorentina, in attacco. Il nuovo allenatore è Domenico Toscano, richiamato a sostituire Attilio Tesser il quale ha terminato il contratto alla fine della scorsa stagione; il negativo avvio di campionato, con annesse incomprensioni con la dirigenza rossoverde, portano tuttavia alle dimissioni di Toscano già il 23 settembre. Dopo che nella trasferta di Salerno la squadra, guidata dall'allenatore della "Primavera" Avincola, ottiene una nuova sconfitta, la società ingaggia come tecnico Roberto Breda. Nelle restanti sedici partite del girone d'andata, il nuovo tecnico raccoglie 23 punti, riportando le Fere dalla zona retrocessione a centro classifica.

## Divise e sponsor
Il fornitore ufficiale di materiale tecnico per la stagione 2015-2016 è Macron, mentre lo sponsor è CIesse Piumini.
| Casa | Trasferta | Terza divisa |

## Organigramma societario
Area dirigenziale
- Patron: Edoardo Longarini
- Presidente: Simone Longarini
- Direttore generale: Marco Callea
- Segretaria: Vanessa Fenili
- Resp. relazioni esterne: Sergio Salvati

Area organizzativa
- Segreteria amministrativa: Francesca Bernardini
- Segreteria organizzativa: Francesca Caffarelli

Area comunicazione
- Area comunicazione: Lorenzo Modestino
- Area marketing: Agnese Passoni

Area tecnica
- Vittorio Cozzella (fino al 4 agosto 2015) - Guglielmo Acri (dal 4 agosto 2015 fino al 27 gennaio 2016) - Sebastiano Siviglia (dal 27 gennaio 2016) - Direttore sportivo
- Domenico Toscano (fino al 23 settembre 2015) - Roberto Breda dal 28 settembre 2015 - Allenatore
- Michele Napoli (fino al 24 settembre 2015) - Carlo Ricchetti dal 28 settembre 2015 - Allenatore in seconda
- Pietro La Porta (fino al 24 settembre 2015) - Donatello Matarangolo dal 28 settembre 2015 - Preparatore atletico
- Michele Gerace - Preparatore portieri

Area medica
- Michele Martella - Responsabile staff sanitario
- Fabio Muzi - Medico
- Daniele Valeri - Medico
- David Vincioni - Massaggiatore
- Michele Federici - Massaggiatore

### Rosa
Rosa aggiornata al 14 gennaio 2016.
| N. |                       | Ruolo | Calciatore                     |
| -- | --------------------- | ----- | ------------------------------ |
| 1  | Italia (bandiera)     | P     | Andrea Sala                    |
| 2  | Italia (bandiera)     | D     | Damiano Zanon                  |
| 3  | Italia (bandiera)     | D     | Luigi Vitale (capitano)        |
| 4  | Slovacchia (bandiera) | D     | Martin Valjent                 |
| 5  | Italia (bandiera)     | D     | Alberto Masi                   |
| 6  | Italia (bandiera)     | D     | Biagio Meccariello             |
| 7  | Italia (bandiera)     | C     | Federico Furlan                |
| 8  | Italia (bandiera)     | C     | Massimiliano Busellato         |
| 9  | Italia (bandiera)     | A     | Fabio Ceravolo (vice capitano) |
| 10 | Uruguay (bandiera)    | A     | César Falletti                 |
| 11 | Croazia (bandiera)    | A     | Marko Dugandžić                |
| 12 | Italia (bandiera)     | P     | Eddi Gava                      |
| 13 | Italia (bandiera)     | C     | Simone Tascone                 |

| N. |                           | Ruolo | Calciatore         |
| -- | ------------------------- | ----- | ------------------ |
| 14 | Italia (bandiera)         | C     | Manuel Coppola     |
| 15 | Costa d'Avorio (bandiera) | A     | Cedric Gondo       |
| 16 | Italia (bandiera)         | C     | Enrico Zampa       |
| 18 | Venezuela (bandiera)      | C     | Franco Signorelli  |
| 19 | Italia (bandiera)         | D     | Alessio Lo Porto   |
| 20 | Uruguay (bandiera)        | A     | Felipe Avenatti    |
| 22 | Italia (bandiera)         | P     | Luca Mazzoni       |
| 23 | Italia (bandiera)         | A     | Niccolò Belloni    |
| 26 | Italia (bandiera)         | D     | Davide Monteleone  |
| 27 | Paesi Bassi (bandiera)    | D     | Jens Janse         |
| 28 | Italia (bandiera)         | C     | Antonio Palumbo    |
| 29 | Italia (bandiera)         | C     | Paolo Grossi       |
| 32 | Uruguay (bandiera)        | D     | Alejandro González |

## Calciomercato

### Sessione estiva(dal 1/7/2015 al 31/8/2015)
| Acquisti | Acquisti                  | Acquisti   | Acquisti                                          |
| R.       | Nome                      | da         | Modalità                                          |
| -------- | ------------------------- | ---------- | ------------------------------------------------- |
| P        | Luca Mazzoni              | Livorno    | definitivo                                        |
| P        | Matteo Pisseri            |            | svincolato                                        |
| D        | Alejandro Damián González | Verona     | prestito                                          |
| D        | Alessio Lo Porto          | Perugia    | definitivo                                        |
| D        | Davide Monteleone         | Palermo    | prestito con diritto di riscatto e controriscatto |
| D        | Damiano Zanon             | Frosinone  | definitivo                                        |
| C        | Massimiliano Busellato    | Cittadella | prestito con diritto di riscatto                  |
| C        | Manuel Coppola            | Catania    | definitivo                                        |
| C        | Federico Furlan           |            | svincolato                                        |
| C        | Paolo Grossi              |            | svincolato                                        |
| C        | Franco Signorelli         | Empoli     | prestito                                          |
| C        | Enrico Zampa              | Lazio      | definitivo                                        |
| A        | Niccolò Belloni           | Inter      | prestito                                          |
| A        | Marko Dugandžić           | Osijek     | riscatto (150.000€)                               |
| A        | Cedric Gondo              | Fiorentina | prestico con diritto di riscatto e controriscatto |
| A        | Simone Russini            | Paganese   | fine prestito                                     |

| Cessioni | Cessioni                | Cessioni       | Cessioni       |
| R.       | Nome                    | a              | Modalità       |
| -------- | ----------------------- | -------------- | -------------- |
| P        | Alberto Brignoli        | Juventus       | fine prestito  |
| P        | Matteo Pisseri          | Monopoli       | prestito       |
| D        | Alessandro Bastrini     | Novara         | fine prestito  |
| D        | Pasquale Fazio          |                | fine contratto |
| D        | Damiano Ferronetti      |                | fine contratto |
| D        | Alex Gagliardini        | Torres         | prestito       |
| D        | Ștefan Popescu          | Cagliari       | fine prestito  |
| C        | Luca Crecco             | Lazio          | fine prestito  |
| C        | Mirko Eramo             | Sampdoria      | fine prestito  |
| C        | Francesco Flavioni      | Sambenedettese | prestito       |
| C        | Davide Gavazzi          | Sampdoria      | fine prestito  |
| C        | Marco Piredda           | Cagliari       | fine prestito  |
| C        | Giuseppe Russo          | Lumezzane      | fine prestito  |
| C        | Francesco Salvemini     | Sambenedettese | prestito       |
| C        | Nicolas Viola           | Palermo        | riscatto       |
| A        | Valeri Božinov          |                | svincolato     |
| A        | Manuel David Milinkovic |                | svincolato     |
| A        | Simone Russini          | Lumezzane      | prestito       |
| A        | Leonardo Taurino        | Torres         | prestito       |

### Sessione invernale(dal 4/1/2016 all'1/2/2016)
| Acquisti | Acquisti            | Acquisti    | Acquisti      |
| R.       | Nome                | da          | Modalità      |
| -------- | ------------------- | ----------- | ------------- |
| D        | Fabiano Santacroce  |             | svincolato    |
| C        | Gennaro Troianiello | Salernitana | prestito      |
| A        | Leonardo Taurino    | Torres      | fine prestito |

| Cessioni | Cessioni         | Cessioni | Cessioni   |
| R.       | Nome             | a        | Modalità   |
| -------- | ---------------- | -------- | ---------- |
| C        | Salif Dianda     | Martina  | definitivo |
| A        | Leonardo Taurino | Martina  | prestito   |

## Risultati

### Serie B

#### Girone di andata
| Arbitro: | Di Paolo (Avezzano) |

|                                   |           |  |
| Torregrossa 19’, 50’ Coronado 52’ | Marcatori |  |

| Arbitro: | Manganiello (Pinerolo) |

|               |           |         |
| Valjent 90+4’ | Marcatori | 28’ Sau |

| Arbitro: | Abbattista (Molfetta) |

|             |           |  |
| Olivera 86’ | Marcatori |  |

| Arbitro: | Ghersini (Genova) |

|                         |           |                                        |
| González 5’ Belloni 31’ | Marcatori | 39’ Aramu 46’ Vantaggiato 85’ Pasquato |

| Arbitro: | La Penna (Roma) |

|                           |           |              |
| Franco 47’ Gabionetta 68’ | Marcatori | 48’ Ceravolo |

| Arbitro: | Nasca (Bari) |

|                           |           |  |
| Falletti 67’ Ceravolo 69’ | Marcatori |  |

| Arbitro: | Serra (Torino) |

|            |           |  |
| Calaiò 23’ | Marcatori |  |

| Arbitro: | Chiffi (Padova) |

|                                       |           |  |
| Belloni 25’ Avenatti 33’ Falletti 41’ | Marcatori |  |

| Arbitro: | Maresca (Napoli) |

|  |           |                      |
|  | Marcatori | 57’ (rig.) Ardemagni |

| Arbitro: | Illuzzi (Molfetta) |

|            |           |                 |
| Minala 63’ | Marcatori | 47’, 65’ Furlan |

| Arbitro: | Di Paolo (Avezzano) |

|  |           |                             |
|  | Marcatori | 3’ Mokulu 70’, 90+4’ Trotta |

| Arbitro: | Marini (Roma) |

|             |           |                            |
| Caprari 25’ | Marcatori | 16’ Falletti 88’ Dugandžić |

| Arbitro: | Serra (Torino) |

|          |           |                        |
| Masi 81’ | Marcatori | 28’ Caputo 36’ Masucci |

| Arbitro: | Rapuano (Rimini) |

|                                         |           |  |
| Barberis 66’ Budimir 76’ Sabbione 90+2’ | Marcatori |  |

| Arbitro: | Aureliano (Bologna) |

|                           |           |  |
| Ceravolo 25’ Falletti 51’ | Marcatori |  |

| Arbitro: | Candussio (Cervignano del Friuli) |

|                |           |                          |
| Mustacchio 32’ | Marcatori | 19’ Ceravolo 90’ Palumbo |

| Arbitro: | Ripa (Nocera Inferiore) |

|              |           |  |
| Caturano 15’ | Marcatori |  |

| Arbitro: | Pairetto (Nichelino) |

|                                                 |           |  |
| Falletti 25’ Avenatti 40’ Gondo 69’ Palumbo 72’ | Marcatori |  |

| Arbitro: | Saia (Palermo) |

|                                               |           |  |
| Rosseti 8’ Kessié 76’ Caldara 78’ Sensi 90+3’ | Marcatori |  |

| Arbitro: | Ros (Pordenone) |

|              |           |             |
| Falletti 70’ | Marcatori | 50’ Rigione |

| Brescia 27 dicembre 2015, ore 15:00 CET 21ª giornata | Brescia          | 0 – 0 | Ternana | Stadio Mario Rigamonti (10.397 spett.)\| Arbitro: \| Maresca (Napoli) \| |
| Arbitro:                                             | Maresca (Napoli) |       |         |                                                                          |

#### Girone di ritorno
| Arbitro: | Manganiello (Pinerolo) |

|             |           |  |
| Gondo 90+1’ | Marcatori |  |

| Arbitro: | Aureliano (Bologna) |

|                |           |  |
| Di Gennaro 60’ | Marcatori |  |

| Arbitro: | Sacchi (Macerata) |

|                      |           |            |
| Janse 33’ Furlan 58’ | Marcatori | 38’ Stanco |

| Arbitro: | Illuzzi (Molfetta) |

|               |           |  |
| Biagianti 75’ | Marcatori |  |

| Arbitro: | Pezzuto (Lecce) |

|                                                       |           |  |
| Furlan 9’ Ceravolo 30’ Meccariello 39’ Falletti 90+1’ | Marcatori |  |

| Arbitro: | Saia (Palermo) |

|                        |           |                              |
| Meccariello 89’ (aut.) | Marcatori | 33’ Falletti 84’ Meccariello |

| Arbitro: | Minelli (Varese) |

|              |           |                         |
| Ceravolo 65’ | Marcatori | 23’ A. Piccolo 54’ Nenê |

| Arbitro: | Sacchi (Macerata) |

|                                         |           |  |
| Pușcaș 15’, 56’ Dezi 70’ N. Sansone 81’ | Marcatori |  |

| Arbitro: | Pairetto (Nichelino) |

|           |           |  |
| Prcić 84’ | Marcatori |  |

| Terni 12 marzo 2016, ore 15:00 CET 31ª giornata | Ternana             | 0 – 0 | Latina | Stadio Libero Liberati (3.034 spett.)\| Arbitro: \| Di Paolo (Avezzano) \| |
| Arbitro:                                        | Di Paolo (Avezzano) |       |        |                                                                            |

| Arbitro: | Ros (Pordenone) |

|  |           |                   |
|  | Marcatori | 50’, 67’ Ceravolo |

| Arbitro: | Abbattista (Molfetta) |

|               |           |  |
| Busellato 78’ | Marcatori |  |

| Arbitro: | Chiffi (Padova) |

|                      |           |                          |
| Cutolo 7’ Caputo 53’ | Marcatori | 57’, 60’ (rig.) Ceravolo |

| Arbitro: | Saia (Palermo) |

|              |           |                        |
| Falletti 47’ | Marcatori | 6’ García 77’ F. Ricci |

| Arbitro: | Minelli (Varese) |

|                     |           |                |
| Ebagua 15’ Vita 50’ | Marcatori | 90+4’ Avenatti |

| Arbitro: | Pinzani (Empoli) |

|                              |           |                           |
| Furlan 54’ Vitale 79’ (rig.) | Marcatori | 75’ Scavone 76’ Ardizzone |

| Arbitro: | La Penna (Roma) |

|              |           |                             |
| Falletti 66’ | Marcatori | 33’ Pecorini 79’, 90’ Cacia |

| Arbitro: | Ripa (Nocera Inferiore) |

|                  |           |                            |
| And. Marconi 36’ | Marcatori | 41’ Palumbo 90+4’ Avenatti |

| Arbitro: | Serra (Torino) |

|              |           |             |
| Ceravolo 17’ | Marcatori | 14’ Rosseti |

| Arbitro: | Candussio (Cervignano del Friuli) |

|               |           |               |
| Marilungo 17’ | Marcatori | 90+5’ Valjent |

| Arbitro: | Rapuano (Rimini) |

|                                      |           |                                |
| Avenatti 13’ Furlan 33’ Ceravolo 81’ | Marcatori | 5’ And. Caracciolo 86’ Marsura |

### Coppa Italia

#### Fase a turni eliminatori
| Arbitro: | Pezzuto (Lecce) |

|                           |           |  |
| Avenatti 2’ Dugandžić 87’ | Marcatori |  |

| Arbitro: | Celi (Bari) |

|             |           |  |
| Claiton 41’ | Marcatori |  |

## Statistiche
Aggiornati al 20 maggio 2016

### Statistiche di squadra
| Competizione | Punti       | In casa | In casa | In casa | In casa | In casa | In casa | In trasferta | In trasferta | In trasferta | In trasferta | In trasferta | In trasferta | Totale | Totale | Totale | Totale | Totale | Totale | DR |
| Competizione | Punti       | G       | V       | N       | P       | Gf      | Gs      | G            | V            | N            | P            | Gf           | Gs           | G      | V      | N      | P      | Gf     | Gs     | DR |
| ------------ | ----------- | ------- | ------- | ------- | ------- | ------- | ------- | ------------ | ------------ | ------------ | ------------ | ------------ | ------------ | ------ | ------ | ------ | ------ | ------ | ------ | -- |
| Serie B      | 53          | 21      | 9       | 5       | 7       | 33      | 24      | 21           | 6            | 3            | 12           | 17           | 32           | 42     | 15     | 8      | 19     | 51     | 56     | -5 |
| Coppa Italia | terzo turno | 1       | 1       | 0       | 0       | 2       | 0       | 1            | 0            | 0            | 1            | 0            | 1            | 2      | 1      | 0      | 1      | 2      | 1      | +1 |
| Totale       | 53          | 22      | 10      | 5       | 7       | 35      | 24      | 22           | 6            | 3            | 13           | 17           | 33           | 44     | 16     | 8      | 20     | 53     | 57     | -4 |

### Andamento in campionato
| Giornata  | 1  | 2  | 3  | 4  | 5  | 6  | 7  | 8  | 9  | 10 | 11 | 12 | 13 | 14 | 15 | 16 | 17 | 18 | 19 | 20 | 21 | 22 | 23 | 24 | 25 | 26 | 27 | 28 | 29 | 30 | 31 | 32 | 33 | 34 | 35 | 36 | 37 | 38 | 39 | 40 | 41 | 42 |
| --------- | -- | -- | -- | -- | -- | -- | -- | -- | -- | -- | -- | -- | -- | -- | -- | -- | -- | -- | -- | -- | -- | -- | -- | -- | -- | -- | -- | -- | -- | -- | -- | -- | -- | -- | -- | -- | -- | -- | -- | -- | -- | -- |
| Luogo     | T  | C  | T  | C  | T  | C  | T  | C  | C  | T  | C  | T  | C  | T  | C  | T  | T  | C  | T  | C  | T  | C  | T  | C  | T  | C  | T  | C  | T  | T  | C  | T  | C  | T  | C  | T  | C  | C  | T  | C  | T  | C  |
| Risultato | P  | N  | P  | P  | P  | V  | P  | V  | P  | V  | P  | V  | P  | P  | V  | V  | P  | V  | P  | N  | N  | V  | P  | V  | P  | V  | V  | P  | P  | P  | N  | V  | V  | N  | P  | P  | N  | P  | V  | N  | N  | V  |
| Posizione | 20 | 17 | 22 | 22 | 22 | 20 | 22 | 19 | 20 | 16 | 19 | 16 | 19 | 19 | 16 | 14 | 15 | 14 | 15 | 15 | 13 | 12 | 14 | 13 | 14 | 12 | 11 | 12 | 13 | 13 | 13 | 13 | 13 | 12 | 12 | 12 | 12 | 12 | 12 | 12 | 12 | 12 |

Fonte:  Serie B – Classifiche, su sport.sky.it, Sky Sport. URL consultato il 27 agosto 2015 (archiviato dall'url originale l'11 settembre 2014).
Legenda:

Luogo: C = Casa; T = Trasferta. Risultato: V = Vittoria; N = Pareggio; P = Sconfitta.